# Riachuelo Futebol Clube (Corumbá)
Riachuelo Futebol Clube é um clube brasileiro de futebol e recreativo da cidade de Corumbá, no estado de Mato Grosso do Sul. Fundado em 24 de fevereiro de 1915, suas cores são o vermelho e branco. Disputou a primeira divisão do Campeonato Sul-Mato-Grossense de Futebol em 2000 e 2001, e atualmente encontra-se afastado das competições de futebol.